# Zastava Mauretanije
Zastava Mauretanije usvojena je 28. studenoga 1960. godine, nakon oslobođenja od francuske kolonijalne vlasti. Crvena, žuta i zelena su sveafričke boje. Zelena boja zastave i polumjesec sa zvijezdom simboliziraju islam. Žuta boja polumjeseca i zvijezde simboliziraju pustinju Saharu.
Na referendumu kolovoza 2017. odlučeno je o dodavanju dviju crvenih pruga na vrhu i dnu zastave, koje simboliziraju krv prolivenom za oslobođenje od Francuske odnosno "trud i žrtve koji će suglasiti narod Mauretanije, i po cijenu krvi, na obranu njihova teritorija".  Za promjenu glasovalo je 85,6% glasača, a protiv – 9,9%.